# 粟田大燈呂

粟田大燈呂（あわただいとうろ）とは、京都府京都市東山区粟田口鍛冶町にある粟田神社の祭事である粟田祭（あわたまつり）の風流行列。青森県のねぶたのルーツとも云われている。

## 沿革
青蓮院文書「華頂要略」に記されている「夜渡り神事」の下りによると、「年毎の祭礼に・・・供奉(ぐぶ)に氏人　灯籠をともして、神輿に先行すること数百。さまざまの造り物ありて衆人の目を驚かすにより、貴賎群集することおびただし。誠に一大壮観なり」と書かれている。祭りに大灯籠が加わった時期は不明だが、戦国時代の公卿山科言継の日記である「言継卿記」の永禄10年7月24日（ユリウス暦：1567年8月28日）には、「粟田口の風流が吉田へ向かうということを聞きましたので、夕方に吉田へ向かいました。大きな灯呂が二十あり、その大きさはおよそ二間(3.6ｍ)四方もあり、前代未聞のことで大変驚いた (粟田神社口語訳)」と、粟田周辺の風流行列に大灯籠が出ていた事などが描かれている。

しかしその後、大勢の見物人が殺到し、けが人が続出した為、この風流行列は中止になったとされる。この神事が途絶えたのは少なくとも天保3年（1832年）以前と言われており、それ以来大灯籠を見たという者はおらず、また図版も残っていない。

### 復活・再生
天保3年（1832年）以降途絶えたが、平成20年（2008年）に、粟田神社清々会(氏子)の依頼で、関本徹生(京都造形芸術大学教授)がプロジェクトを組み、学生たちと大燈呂を制作。180年ぶりに復活・再生し、現在も「粟田大燈呂プロジェクト」として、京都造形芸術大学との連携のもと継続して開催されている。
2008年の復活時は５基で登場したが、徐々に台数を増やし、現在（2014年）では平均10基で巡行しており、京都では珍しい光ものの祭となる。
制作手法は木・針金・和紙・塗装と同じであるが、4年前からからくり仕掛けを施し、動くねぶた(大燈呂)として独自の造形美を追求している。造形のモチーフは粟田神社の祭神、粟田周辺の歴史的資源を素材としており、地域振興としての意味合いも持つ。

## 受賞

### 2009年度
- 「日本の空間デザイン2010」【地域特別賞】（（社）日本ディスプレイデザイン協会・六耀社）[3]
- 「京都デザイン賞」【学生賞】（（社）京都デザイン協会）[4]

### 2012年度
- 「東山３Ｋ（観光・交通・環境）大賞」（東山「観光・交通・環境」協力会議）[5]

### 2014年度
- 「未来の京都まちづくり推進表彰」（京都市）
- 「きょうと地域力アップ貢献事業者等表彰」（京都市）